# 北弗里西亚群岛

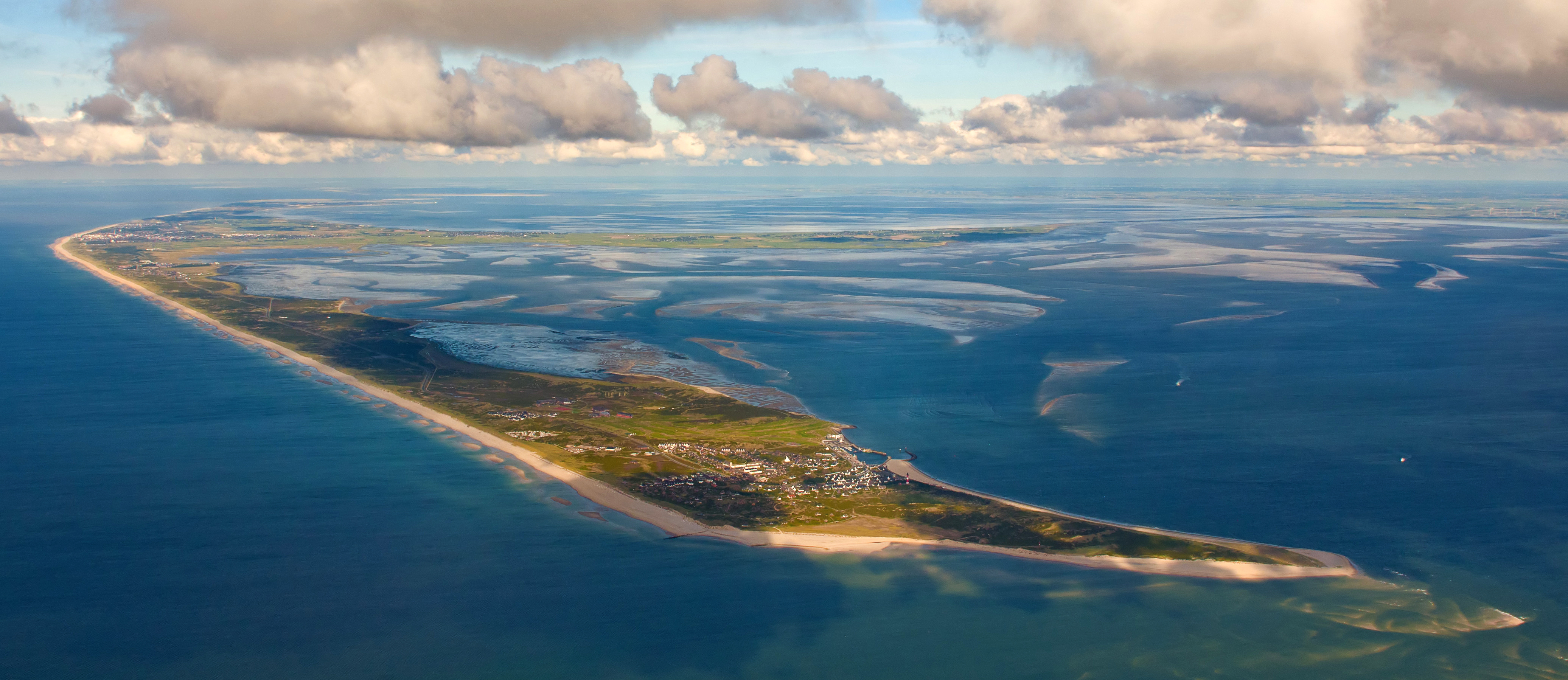
敘爾特島

北弗里西亚群岛（德語：Nordfriesische Inseln，發音：[ˈnɔʁtˌfʁiːzɪʃə ˈɪnzl̩n]）是弗里西亚群岛的一部分，位於北弗里斯兰沿岸，分属德国和丹麦。范围是从易北河河口的特里申岛向北沿着石勒苏益格－荷尔斯泰因和日德兰半岛西海岸至丹麦港口城市埃斯比约附近的凡岛。
北弗里西亚群岛共包括4个大岛和10个小岛。大岛为叙尔特岛、弗尔岛、阿姆鲁姆岛和佩尔沃姆岛，10个小岛合称哈利根群岛。